# Helena Ndume
Helena Ndaipovanhu Ndume (nascida em 1959/1960) é uma oftalmologista namibiana, notável por seu trabalho de caridade entre pessoas que sofrem de doenças oculares na Namíbia. Ela assegurou que cerca de 30.000 namibianos cegos fossem operados e tivessem implantes de lentes intra-oculares colocados gratuitamente. Ela é atualmente a chefe do Departamento de Oftalmologia do Hospital Central de Windhoek, o maior hospital da Namíbia, e é uma de apenas seis oftalmologistas namibianos. Ela foi listada como uma das 100 mulheres da BBC em 2018.

## Vida pregressa
Helena Ndume nasceu em Tsumeb, Região de Oshikoto, na Namíbia. Ela estudou Medicina na Alemanha, antes de retornar à Namíbia em 1989 para concluir uma residência médica. Mais tarde, ela voltou para a Alemanha, para se especializar em oftalmologia na Universidade de Leipzig.

## Trabalho na Namíbia
Em 1995, Helena Ndume foi apresentado à Surgical Eye Expeditions International e iniciou um projeto na Namíbia. Em agosto de 1997, o primeiro acampamento oftalmológico foi realizado em Rundu, na região de Kavango. Atualmente, quatro ou cinco acampamentos oftalmológicos são realizados a cada ano em diferentes locais.
Durante seis anos, de 2001 a 2007, Helena Ndume foi vice-presidente da Sociedade da Cruz Vermelha da Namíbia. Em 2009, ela foi homenageada com um prêmio humanitário pelo NRCS por seu trabalho em restaurar a visão de pessoas cegas por catarata.
Helena Ndume é voluntária da SEE International sem fins lucrativos desde 1995. Desde então, a SEE e Helena Ndume têm colaborado para trabalhos clínicos oftalmológicos gratuitos durante uma semana na Namíbia, normalmente duas vezes por ano. Essas clínicas fornecem cirurgias oftalmológicas gratuitas para aproximadamente 300 homens, mulheres e crianças pobres.

## Vida pessoal
Ela é casada e tem um filho.

## Reconhecimentos e Prêmios
- 2022 - Prêmio Humanitário Internacional de Lions Clube.[8]
- 2022 - Prêmio de Impacto Social Forbes Woman Africa.[9]
- 2015 - Helena Ndume e Jorge Fernando Branco Sampaio, de Portugal, tornaram-se os primeiros a receber o Prêmio Nelson Mandela das Nações Unidas.[10]
- Grande Comandante da Primeira Classe da Ordem da Namíbia.
- 2009 - Prêmio de Serviço Humanitário Internacional da Cruz Vermelha.
- 2008 - Prêmio Humanitário Rotary International na luta contra a cegueira.
- 2005 - Prêmio Nacional de Ciência da Namíbia.
- 2001 - Prêmio humanitário na prevenção da cegueira em Santa Bárbara, Califórnia, nos Estados Unidos.
- 1999 - Prêmio Internacional do Lions em reconhecimento aos esforços sinceros e dedicados ao Projeto Lions Operation Brightsight.